# Congresso ornitologico internazionale
Il Congresso ornitologico internazionale è il più antico e vasto incontro di ornitologi a livello internazionale. È organizzato dal Comitato ornitologico internazionale, formato da circa 200 ornitologi.
Il primo congresso si svolse nel 1884 a Vienna. Le prime edizioni si tennero a scadenze irregolari, mentre dal 1926 è stata fissata una scadenza quadriennale che è stata sempre rispettata ad eccezione delle edizioni del 1942 e del 1946, cancellate a causa della seconda guerra mondiale.
L'ultima edizione del congresso si è svolta nel 2018 a Vancouver.
Di seguito l'elenco completo delle date e delle sedi dei congressi svolti:
- 1884  Vienna
- 1891  Budapest
- 1900  Parigi
- 1905  Londra
- 1910  Berlino
- 1926  Copenaghen
- 1930  Amsterdam
- 1934  Oxford
- 1938  Rouen
- 1950  Uppsala
- 1954  Basilea
- 1958  Helsinki
- 1962  Ithaca (New York)
- 1966  Oxford
- 1970  L'Aia
- 1974  Canberra
- 1978  Berlino
- 1982  Mosca
- 1986  Ottawa
- 1990  Christchurch
- 1994  Vienna
- 1998  Durban
- 2002  Pechino
- 2006  Amburgo
- 2010  Campos do Jordão
- 2014  Tokyo
- 2018  Vancouver